# François Vincent Henri Antoine de Stuers
François Vincent Henri Antoine ridder de Stuers (Roermond, 29 november 1792 – Den Haag, 29 december 1881) was een Nederlands generaal, commandant van het Indisch leger.

## Familie
De Stuers was een zoon van Pierre Jean Bernard de Stuers, baron de l'Empire (1744-1811) en Petronille Jeanne Aloyse de la Court (1758-1848). Hij was een broer van generaal Hubert Joseph Jean Lambert de Stuers.
Hij trouwde in 1828 met jkvr. Adriane Jacqueline de Kock (Soerabaja, 1809 - Den Haag, 1882), dochter van gouverneur-generaal Hendrik Merkus de Kock. Uit hun huwelijk werden zeven kinderen geboren. Een van de dochters trouwde met James Loudon.

## Loopbaan

### Napoleontische oorlogen en Java-oorlog
De Stuers groeide op in 's-Heerenberg, omdat zijn ouders bij de nadering van de Fransen Limburg verlieten.
Op 29 maart 1815, na de landing van Napoleon in Cannes, schreef hij zich in in het stamboek der jagers te paard, maar ging vervolgens als volontair over bij het vierde regiment dragonders. Hij nam met zijn regiment deel aan de veldtocht in Brabant en Frankrijk en was later werkzaam als opperwachtmeester bij luitenant generaal Tindal.
Na tweemaal te zijn voorgedragen voor de rang van officier, eerst door generaal Gigny, vervolgens door kolonel Daijwaille, werd hij op 2 april 1816, op voorstel van generaal Tindal, benoemd tot tweede luitenant bij het zesde bataljon infanterie van het staande leger. Hij werd in 1820 op zijn verzoek overgeplaatst bij het leger in Oost-Indië en werd benoemd bij de Generale Staf. In datzelfde jaar nam hij deel aan de expeditie naar Palembang, onder leiding van zijn schoonvader, generaal de Kock, en was onder meer aanwezig (op de 20ste en 23ste juni) bij de gevechten bij Kemaro, aan de Plaju en nabij Palembang. Hij werd voor zijn inspanningen benoemd tot ridder in de Militaire Willems-Orde.
Aanvankelijk was De Stuers als eerste luitenant, op 1 januari 1824, als kapitein toegevoegd aan de opperbevelhebber van het leger; na de benoeming van generaal de Kock tot gouverneur-generaal behield deze De Stuers als particuliere secretaris. Bij het uitbreken van de Java-oorlog vergezelde hij generaal De Kock naar de Vorstenlanden, het broeinest van de opstand, en volbracht daar zendingen tussen Surakarta, waar De Kock verdere ondermijning van het Nederlandse gezag trachtte te keren, en Semarang, dat met een aanval werd bedreigd, maar spoedig beveiligd werd door de terugkomst van generaal van Geen uit Boni. De Stuers onderscheidde zich opnieuw bij de belegering en de bestorming van Pleret, op de 16de april en de 9de juni 1826.
Na vijf jaar van bloedige oorlog in het nauw gedreven, was Diponegoro in maart 1830 gedwongen in Magelang te onderhandelen en werd, toen bleek dat hij weinig gezind was zich te onderwerpen, door generaal de Kock als staatsgevangene opgezonden naar Batavia, waar de gouverneur generaal verder over zijn lot zou beschikken. De Stuers, op 14 augustus tot majoor bevorderd, geleidde met kapitein Roeps en een detachement huzaren de muiteling naar Semarang en vervolgens per stoomboot naar Batavia. Voor zijn verdiensten van 1825 tot 1830 werd hij bevorderd tot officier der Militaire Willems-Orde.

### Belgische opstand en latere loopbaan

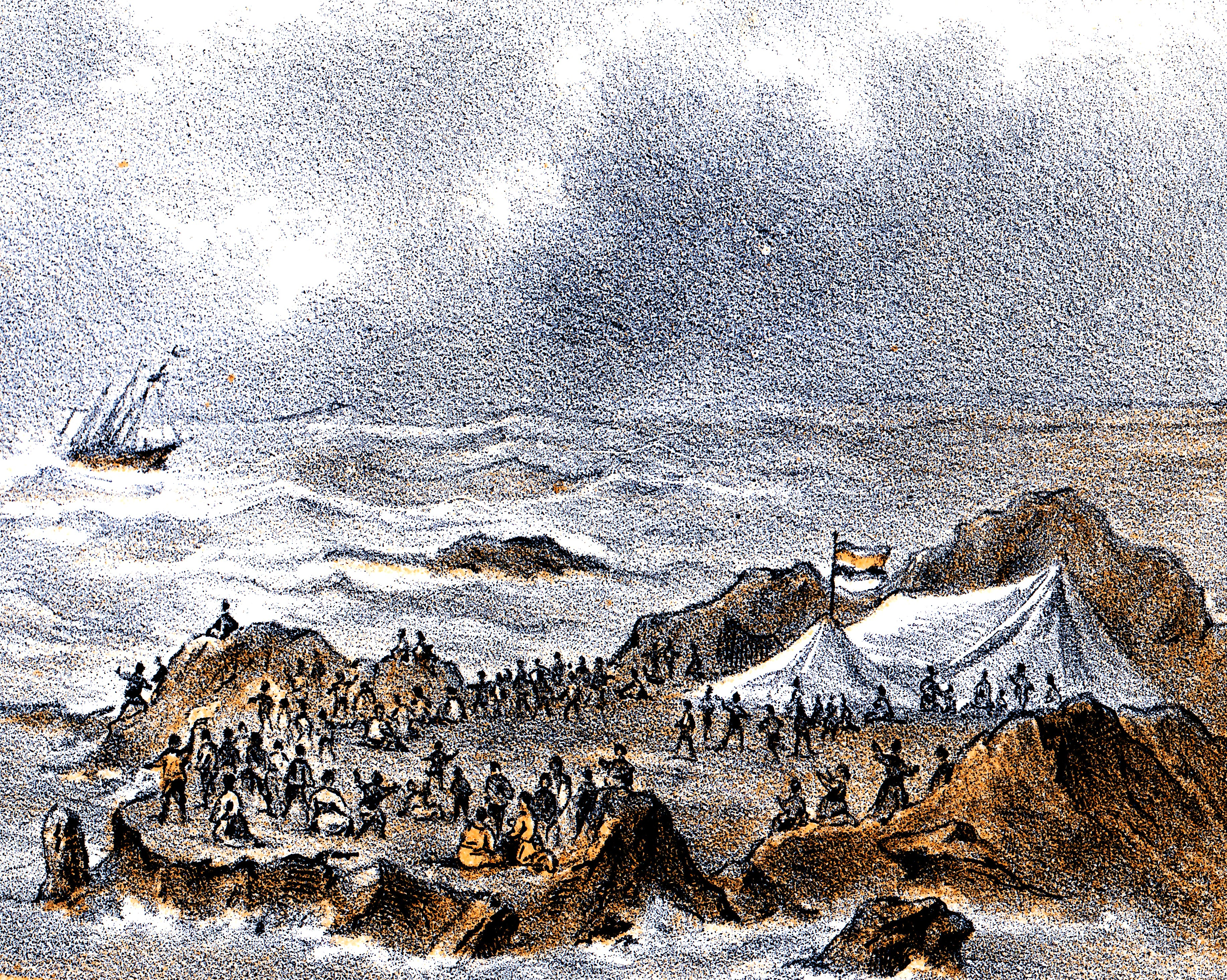
De Stuers leed schipbreuk op de Lucipara-eilanden in 1837

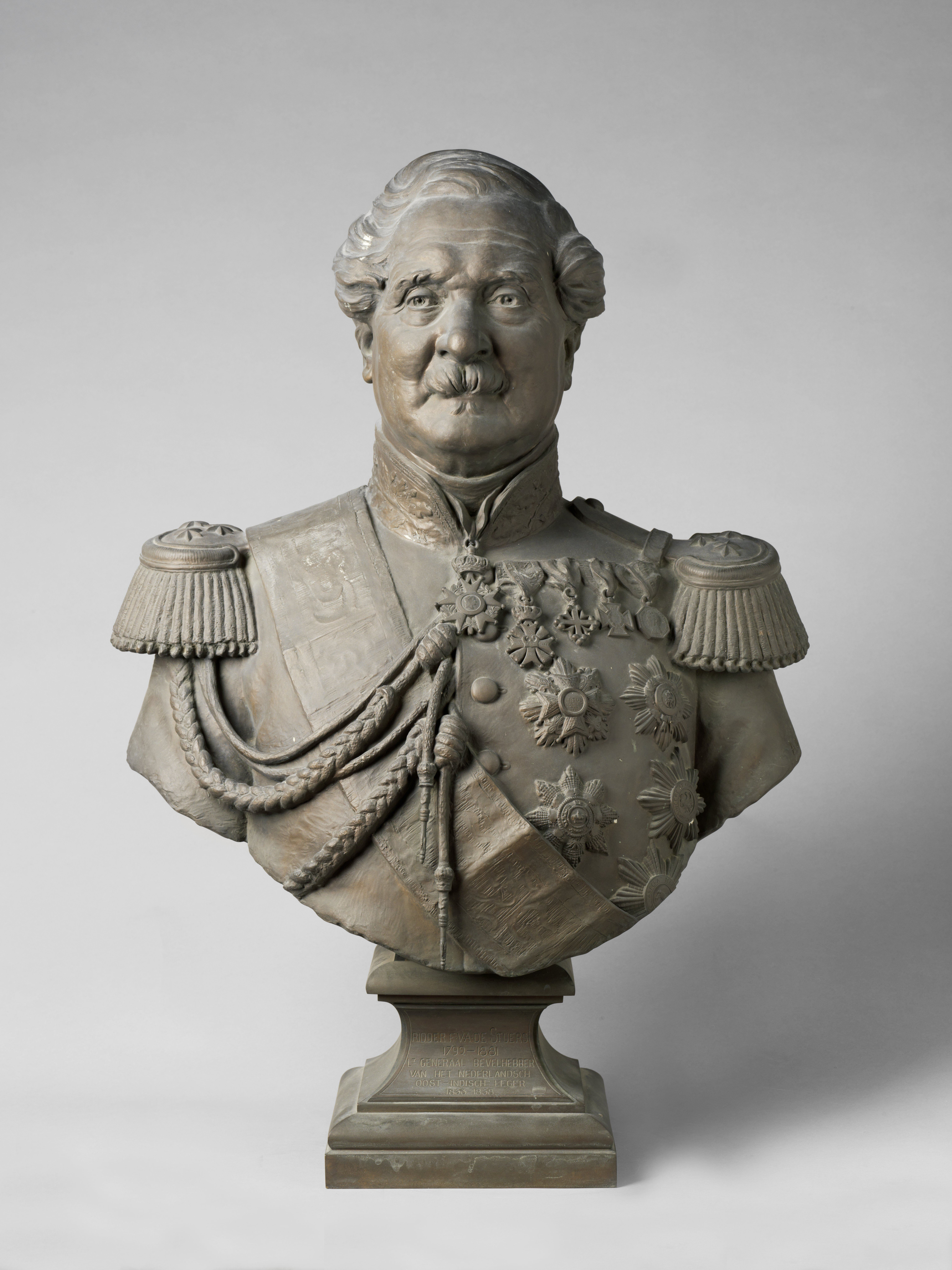
Bronzen buste van François V.H.A. de Stuers door Alphonse de Stuers (1902). Dit exemplaar bevindt zich in het Rijksmuseum Amsterdam. Een identiek exemplaar staat in de hal van het Stadhuis van Maastricht

Gedurende zijn verlof in Nederland in 1830 brak de Belgische opstand uit en was De Stuers van maart 1831 tot 1834 werkzaam als chef van de staf der troepen in Zeeland, weer onder de bevelen van generaal de Kock. Hij werd eervol vermeld voor zijn verrichtingen bij de Kapitale Dam en tijdens de terugtocht door Assenede.
De Stuers keerde in 1837 terug naar Nederlands-Indië en trad al spoedig op als waarnemend gouverneur, daarna ook als militair bevelhebber van de Molukken. Onderweg naar Indië leed hij schipbreuk op het koraalrif der Lucipara's, waar men zich dermate heldhaftig gedroeg dat alle schipbreukelingen bij afzonderlijk gouvernementsbesluit eervol vermeld werden. De Stuers was later werkzaam aan het Ministerie van Koloniën, verkreeg de titulaire rang van generaal-majoor, en werd benoemd tot adjudant van de Koning in buitengewone dienst.
In 1853 vervulde hij als opperofficier een bijzondere militaire opdracht in Frankrijk en aanvaardde in februari van het volgend jaar als luitenant-generaal in Batavia het bevel over het Nederlands Indisch leger. Gedurende zijn bewind bracht hij de krijgsverrichtingen aan de westkust van Borneo (1854), in Tomori (1856), in Timor (1858), Lampung en Jambi tot een goed einde. Verder moest hij de Indische strijdkrachten en weermiddelen overeenkomstig het in augustus 1853 vastgestelde Koninklijk Besluit en naar de voorstellen van generaal-majoor von Gagern reorganiseren. De Stuers nodigde eerste luitenant Weitzel uit hem als adjudant te vergezellen. Na vijf jaar werd de Stuers opgevolgd door luitenant-generaal van Swieten.
Direct na zijn terugkomst in Nederland werd De Stuers benoemd tot adjudant-generaal met de rang van Grootofficier en tot ridder Grootkruis van de Nederlandse Leeuw. Daarnaast was hij Grootkruis in de Orde van de Eikenkroon, Grootkruis in de Orde van de Rode Adelaar van Pruisen, Grootkruis van de Orde van verdiensten van de Beierse Kroon en van de guelven van het oude Hanover, Commandeur van het Legioen van Eer, het kruis van St. Mauritius en het kruis in de Orde van Sint-Lazarus. Hij was voorzitter van de Vereniging van het Rode Kruis. De Stuers publiceerde diverse geschriften, onder andere zijn Memoires sur la guerre de l'île de Java (Een vertaling van dit werk verscheen in 1847. Gedenkschrift van de oorlog op Java van 1825 tot 1830 vertaald door H.M. Lange).

## Eretekens
- Ridder der 3e klasse in de Militaire Willems-Orde
- Grootkruis in de Orde van de Nederlandse Leeuw
- Grootkruis in de Orde van de Eikenkroon
- Grootkruis in de Orde van de Rode Adelaar
- Grootkruis van de Orde van Verdienste van de Beierse Kroon
- Commandeur van het Legioen van Eer

## Publicaties door of betrekking hebbend op De Stuers
- 1847: F.V.A. Ridder de Stuers, Gedenkschrift van den Oorlog op Java van 1825 tot 1830. Uit het Frans vertaald door H.M. Lange. Amsterdam.
- 1862: A.W.P. Weitzel, Het leven van den generaal-majoor (later luitenant-generaal en adjudant in buitengewonen dienst van Zijne Majesteit den Koning) F.V.A. Ridder de Stuers, Ridder der Militaire Willems Orde 3de Klasse, Commandeur der Orde van den Nederlandschen Leeuw, Groot-Officier der Orde van de Eikenkroon, Officier van het Legioen van Eer, Ridder van de Orde der Réunie, oud-Bevelhebber van het Nederlandsche leger in Oost-Indië, uitgegeven in Breda, Broese & Co.
- 1875: F.V.A. Ridder de Stuers, 'Nog iets over Atjeh', in: De Gids, 1875, nummer 4. Hierin verdedigde hij het beleid van generaal Van Swieten tijdens de Tweede expeditie naar Atjeh.
- 1875: Luitenant ter zee eerste klasse Jeekel schreef hierop een tegenschrift: Een slechte verdediging. Henri J. Stemberg. 1875.
- 1881: François de Bas, 'Jonkheer F.V.A. Ridder de Stuers', een in memoriam in het tijdschrift Eigen Haard.
- 1882: F. de Bas, 'Luitenant-generaal jhr. F.V.A. ridder de Stuers', in: Militaire Spectator, blz. 129-134.

- Biografisch Portaal: 44915358
- Digitale Bibliotheek voor de Nederlandse Letteren: stue004
- Gemeinsame Normdatei: 105533940X
- International Standard Name Identifier: 0000 0003 9784 0649
- Nederlandse Thesaurus van Auteursnamen: 073447129
- Système universitaire de documentation: 142934585
- Virtual International Authority File: 61900710
- WorldCat: E39PBJbWvK6WfRMw9KbXW863Qq